# 海蘭花園／黑沙 (巴士站)
海蘭花園／黑沙（葡萄牙語：Hellene Garden / Hac Sá）位於路環黑沙的一個巴士站，位於賈梅士大馬路。新福利15、15T、26A路線，澳巴21A路線途經此站。澳巴N3路線於每年6月至8月期間也以該站為中途站。

## 歷史
- 2017年6月10日，設立本站以配合15X路線開設。[1]

- 2017年7月15日，15X路線改以黑沙海灘為終點站，本站改為中途站。[2]

- 2017年8月19日，15、21A、26A、N3夏季路線新增停靠本站。[3]

- 2018年6月30日至8月16日，26AT路線臨時開設，新增停靠本站。[4][5]

- 2022年7月18日至22日，為方便往返路環島偏遠地區居民在區內維持基本維生出行需要，15S路線臨時開設，新增停靠本站。[6]

## 路線資料
| 新福利 | 15  | ↺ 九澳村   | 海洋花園                     | - 竹灣（豪園、海灘、燒烤公園） - 路環（少年感化院、市區、警察訓練營） - 聯生圓形地 - 金峰南岸（金譽峰） - 石排灣公屋群 - 路氹連貫公路（新濠影匯、巴黎人、威尼斯人） - 氹仔嘉樂庇馬路（龍環葡韻、信虹花園） - 氹仔舊城區（嘉模泳池、官也街、氹仔中葡小學、地堡街） - 澳門運動場 - 賽馬會及柯維納馬路（ 輕軌馬會站） - 氹仔海濱花園（ 輕軌海洋站） |                               |
| 新福利 | 15T | 黑沙海灘   | ↺ 蝴蝶谷大馬路               | - 黑沙（水庫郊野公園） - 九澳高頂馬路（郊野公園） - 石排灣公屋群 | 泳季期間的周末及節假日服務    |
| 澳巴   | 21A | 九澳油庫   | 媽閣 輕軌媽閣站 媽閣交通樞紐 | - 海蘭花園（蘭苑） - 竹灣（豪園、海灘、燒烤公園） - 路環（少年感化院、市區、警察訓練營） - 聯生圓形地 - 金峰南岸（金譽峰） - 石排灣公屋群 - 路氹連貫公路（新濠影匯、巴黎人、威尼斯人） - 氹仔嘉樂庇馬路（龍環葡韻、信虹花園） - 氹仔市區（百利寶花園、氹仔CTM） - 史伯泰（麗景灣酒店） - 蘇利安圓形地（小潭山觀景台） - 亞馬喇前地 - 殷皇子馬路及新馬路 - 河邊新街（粵通碼頭、司打口、下環） - 媽閣廟                                                                                      |                               |
| 新福利 | 26A | 黑沙海灘   | 筷子基北灣                   | - 竹灣（豪園、海灘、燒烤公園） - 路環（少年感化院、市區、警察訓練營） - 聯生圓形地 - 金峰南岸（金譽峰） - 石排灣公屋群 - 路氹連貫公路（新濠影匯、巴黎人、威尼斯人） - 望德聖母灣（威尼斯人、銀河 輕軌排角站） - 澳門運動場（ 輕軌運動場站） - 華寶及花城 - 氹仔市區（百利寶花園、氹仔CTM） - 史伯泰（麗景灣花園） - 蘇利安圓形地（小潭山觀景台） - 亞馬喇前地 - 殷皇子馬路及新馬路 - 十六浦及水上街市 - 沙梨頭海邊街 - 提督馬路（紅街市、蓮峰游泳池） - 青洲大馬路（北區警司處、嘉應花園） |                               |
| 澳巴   | N3  | ↺ 黑沙海灘 | 亞馬喇前地                   | - 竹灣（豪園、海灘、燒烤公園） - 路環（少年感化院、市區、警察訓練營） - 聯生圓形地 - 金峰南岸（金譽峰） - 石排灣公屋群 - 路氹連貫公路（新濠影匯、巴黎人、威尼斯人） - 氹仔嘉樂庇馬路（龍環葡韻、信虹花園） - 氹仔市區（百利寶花園、氹仔CTM） - 史伯泰（麗景灣酒店） - 蘇利安圓形地（小潭山觀景台） - 海洋花園及氹仔海濱休憩區 - 媽閣碼頭（ 輕軌媽閣站） - 河邊新街（凱泉灣、李道巷） - 內港客運碼頭 - 新馬路及殷皇子馬路                                                                   | 夜間路線 每年6月至8月停靠本站 |

## 外部連結
- 新福利官方網站 （繁體中文） （页面存档备份，存于）
- 澳巴官方網站 （繁體中文） （页面存档备份，存于）